# ザ・チャンス!
『ザ・チャンス!』（The Chance!）は、1979年4月10日から1986年10月2日までTBS系列で放送されていた視聴者参加型のクイズ・ゲーム番組である。

## 概要
アメリカCBSの番組『ザ・プライス・イズ・ライト』（The Price is Right、以下TPIRと表記。フリーマントルメディア制作、2021年現在も放送中）をTBSがフォーマット購入した番組である。1979年1月1日に正月特別番組『超豪華プライスゲーム お年玉だよ!ピンクレディー』というタイトルで放送。これが好評であったことから、1979年4月からレギュラー番組化された。レギュラー放送開始から1983年3月まではヤンマーディーゼル（以下ヤンマー、現・ヤンマーホールディングス）の一社提供番組で、タイトルに「ヤンマーファミリーアワー」を冠していたが、1983年4月から複数スポンサーによる提供となった。会場からランダムに選ばれた参加者がゲームに挑戦し、成功すれば自動車や海外旅行などの豪華賞品が贈られた。
収録は日本青年館で行われていた。

## 放送時間
- 火曜 19時00分 - 19時30分 （1979年4月10日 - 1984年9月）
- 水曜 19時20分 - 19時58分 （1984年10月 - 1986年3月） - 『ニュースコープ』20分延長に伴う19時台の再編を受けて移動。
- 木曜 19時20分 - 19時58分 （1986年4月 - 1986年10月2日、琉球放送を除く） - この期間に限り、「ザ・チャンス 終 また来週をお楽しみに!（最終回では“終”のみ）」のエンドカード+チャイム音（4月改編期以降、TBS系ゴールデン・プライムタイム全国ネット番組のエンディング時に設けられた）とともに、次の番組がワイプで紹介された（クロスプログラム）。

### ネット局について
- 琉球放送は、放送時間移動直前の1986年3月に『木曜スペシャル』（日本テレビ）のネットと重なるために一時打ち切ったが、同年10月からのTBS系ネット再開に伴い、最終回のみをネットした。
- 1983年3月までTBS系列とフジテレビ系列（FNSのみ加盟）とのクロスネット局だった福島テレビは、同年4月にJNNを脱退し、FNNに加盟した後も視聴者保護のため同時ネットで放送されていたが、同年9月27日放送分で終了した。その後、同年12月4日開局のテレビユー福島で、同年11月29日のサービス放送期間から放送再開した[1]。
- また、本番組を時差ネットしていた一部の日本テレビ系列局（山形放送（日曜 12:15 - 12:45に放送[2]）、北日本放送（1979年4月15日から日曜 12:15 - 12:45に放送[3]）など）では、ヤンマーのスポンサー降板後や1984年10月の40分拡大と同時に打ち切りを余儀なくされた局もあった。

## 出演者

### 司会
- ピンク・レディー（初代司会者、正月特番も担当）

前番組『飛べ!孫悟空』にもナビゲーターとして出演していたが、放送開始から10か月後にアメリカでのテレビ番組出演のために事実上の降板となった。その後、湯原と共に100回記念大会に出演した。
- 伊東四朗（2代目司会者）

当初はピンチヒッターとして湯原昌幸と1週交代で2回ずつ担当した後、伊東が正式に2代目司会者となった。ピンク・レディーの帰国後も、プロデューサーの意向によって伊東が司会を務め続けた。

### 天の声（ナレーション）
- 小川哲哉（通称：哲ちゃん）
- 大竹まこと（通称：まこっちゃん、末期のみ）

## 内容
最初に参加者の中から4チームが選ばれ、そのチームを対象に小物賞品の値段を当てるプライスクイズ「チャレンジゲーム」（TPIRにおける「ワン・ビッド」）が行われる。このクイズで内輪で正解金額に一番近かったチームが、賞品獲得を賭けたゲーム「チャンスゲーム」（TPIRにおける「プライシング・ゲーム」）の挑戦権を得る。答えを出す際（数字が出るときにレジスターの効果音が鳴る）の数字はデジタル表示となっており、デジタル数字の表示板は挑戦者席だけでなく会場内全体にもわかるように天井にもデジタル数字の表示板が4基付けられている（賞品獲得ゲームの挑戦権を得たチームの表示板はデジタル数字が点滅し、電飾も点灯する）。4チームの値段の答えが提示し終わった時点で正解のチャイムが鳴るとピタリ賞（賞金10万円）がいるという知らせ。全チームが内輪とならなかった場合はブザーが鳴らされて解答し直しとなる。チャンスゲームの挑戦権を得た1チーム（ゲームによっては2チームの場合もあった）には、この問題で出題された賞品が贈られる。
チャンスゲームに成功すると賞品獲得となる。賞品には自動車（トヨタ・カローラ/スプリンター、マツダ・ファミリア、ホンダ・バラードなど）があった。

### 番組のフレーズ
「ナウ ゲッタ チャンス!」（Now get the chance!）が合い言葉であり、それを言う際にピンク・レディーは人差し指と中指をクロスさせたサインを出し、また伊東はVサインを出すのが定番だった（なお、湯原は中指を折り曲げ、人差し指の裏側に付けたアルファベット小文字のdやbのようなサインだった)。また、伊東の発する正解が入っている封筒を開け中身を出す際の「正解は… ニン」や賞金や目録を渡す際に口ずさむ「ニーンニーキニーンニーン」（ヘンデル作曲「見よ、勇者は帰る」、別名「得賞歌」。いわゆる「表彰式で流れる音楽」）などの言葉も彼が司会になってからの名物となっている。後者は後に伊東が司会を務めた『脳内エステ IQサプリ』（フジテレビ）のコーナー「モノサプリ」（マッチ棒などの物を使ったクイズ）でも、正解発表する際に実演しながら口ずさんでいた。

### 天の声（ナレーション）
ゲームの賞品は、「天の声」（スタート当初は「かげの声」）と呼ばれるナレーションによって紹介された。カーテンから現れる賞品は豪華なものが多かったが、たまにあまり豪華ではない賞品（たとえば旅行カバン一式）が登場して参加視聴者が少し落胆したあと、伊東が文句を言いながらもその賞品の説明していると小川が「ではこのカバンを持って出かけましょう。豪華海外旅行です!」などとナレーションされて豪華賞品が追加されるという、手の込んだ二段仕掛けになっているケースもあった。
番組中盤以降からはゲームチャレンジ後に伊東が何かあるごとに「いったいどうなってんの哲ちゃん?」に対し小川「はい、それでは説明してまいりましょう!」「○十○万○千○百円でしたー!」と数字にアクセントを強調してナレーションするという演出が毎回の流れであった。

## 主なゲーム
チャンスゲームには賞品の種類や金額に合わせて様々なものがあった。以下はその一部である。

### プライスクイズ
かくれた数字ゲーム・パート1
賞品の金額の十万、一万、千、百の桁の数字を当てるゲーム。まず各桁の隠し板を1段ずつ下げ、その後参加者が桁の色を指定し、その色の隠し板を1段下げる（最高4回まで）。終わったら、出た数字の一部を見て推理し、各桁の下に0 - 9の中から4つの数字ボードを並べる。各桁の隠し板の色は、十万の桁から順番に緑・赤・黄色・青だった。レギュラー第1回目で初成功したゲームであり、賞品は自動車だった。
かくれた数字ゲーム・パート2
賞品の金額の十万、一万、千、百の桁の数字を当てるゲーム。まず各桁の隠し板を1段ずつ下げ、その後参加者が桁の色を指定し、その色の隠し板を1段下げる（最高4回まで）。終わったら、椅子に各色（緑、赤、黄、青）の風船をのせお尻で割って、各色の隠し板を1段下げて、時間切れの後に、出た数字の一部を見て推理し、各桁の下に0 - 9の中から4つの数字ボードを並べる。各桁の隠し板の色は、十万の桁から順番に緑・赤・黄色・青だった。成功率の低いゲームだった。
ラッキーセブンゲーム
表示された賞品の金額の十万、一万、千、百の桁のいずれかに「7」の箱を入れて正しい金額にするゲーム。
ぬきとりゲーム
表示された賞品の金額の百万、十万、一万、千、百の桁のうち余分な数字の箱を抜き取り正しい金額にするゲーム。
「ラッキーセブン」・「ぬきとり」とも、伊東時代には入れたり抜いたりした後、「後ろの兄ちゃん（スタッフのこと）、詰めて下さい」と言うのがパターンだった。
10個の卵ゲーム
賞品の金額の十万、一万、千、百の桁の数字を当てるゲーム。ハズレると、10個限定で雌鶏人形が卵を産んでいく。10個で打ち止めになると最後は口答で金額を当てる。成功率の低いゲームだった。
カラーボールゲーム
賞品の金額の十万、一万、千の桁の数字を当てるゲームで、前述の「かくれた数字」の変型版。袋の中に入った9個（桃色（3個）・黄色（3個）・緑（3個））のピンポン玉またはスポンジボール（各色にA・B・Cが書かれており格桁の上（A）・中（B）・下（C）の一部分が判明する） + 2個の白い玉（どこも開けられないハズレボール）を5回引く。引き終わると各桁の下に0 - 9の中から3つの数字ボードを並べる。引いたボールは再度袋に戻されるため同じボールを何度も引くことがあり、上・中・下のどこも開けられていない桁は山勘で当てるしかないため、成功率の低いゲームだった。各桁の隠し板の色は、十万の桁から順番に桃色・黄色・緑だった。
ウサギとカメゲーム
賞品の金額の十万、一万、千、百の桁の数字を当てるゲーム。正解時にはカメのぬいぐるみが進む。誤答時にはウサギのぬいぐるみが進む。ウサギより先にカメがゴール（4桁すべて正解）すると賞品獲得となる。
イノシシとシカゲーム
賞品の金額の十万、一万、千、百の桁の数字を当てるゲーム。正解時にはイノシシのぬいぐるみが進む。誤答時にはシカのぬいぐるみが進む。シカより先にイノシシがゴール（4桁すべて正解）すると賞品獲得となる。ルールはウサギとカメゲームと同じ要領のゲーム。
シャットアウトゲーム
賞品の金額の十万、一万、千の桁の数字を当てるゲーム。挑戦者はそれぞれ分割されたボックス（檻）に入れられ、1人ずつ正解と思う数字を答える。間違えると、その人の檻に鉄格子が降り、以後の解答権を失う。5人全員が檻に閉じ込められたら失格となる。賞品は主に旅行で、『クイズ100人に聞きました』のトラベルチャンスと同じ手法を取っていた。檻に閉じ込められた挑戦者は見送りとなっていた。 失格時には伊東が「君たちは終身刑です」とブラックジョークを飛ばしたこともあった。
ダックスフントゲーム
賞品の金額の十万、一万、千の桁の数字を当てるゲーム。パネルに描かれているダックスフントの胴体部に10個の数字が並んでいるが、どこかに正解の3桁が並んでいる。挑戦者はその並んでいる3つの数字を指定する。
ロシアンルーレットゲーム
賞品の金額の十万、一万、千の桁の数字を当てるゲーム。数字をコールし、はずれたら風船付きの鉄砲（弾6発）を撃たなければならない。風船が割れなければゲームが続行されるが、風船が割れてしまうと失格となる。3つとも当れば賞品獲得となる。
おむすびころりんゲーム
賞品の金額の十万、一万、千、百の桁を、高い桁から1桁ずつ当てていく。はずれたら、おじいさんがおむすびを穴に入れる。
タマゴを抱えゲーム
賞品の金額の十万、一万、千、百の桁を、高い桁から1桁ずつ当てていく。鶏が卵を産んで、正解のときはチャイムが鳴る。不正解のときはブザーが鳴らされ、BGMと共に卵が転がる。4問終了時に卵が止まっていれば成功で、賞品獲得となる。卵が転がって、蛇が卵を食べると失格。
坊主めくりゲーム
賞品の金額の十万、一万、千の桁の数字を当てるゲーム。1 - 9の9枚のパネルは、姫（3つ）と坊主（6つ）が隠れている。数字パネルに1桁ずつ選んだ数字のパネルを開けて、数字をコールし、坊主が出るとはずれ。姫が出ると当たり。3つとも姫が出れば賞品獲得となる。
セブンクイズゲーム
賞品の金額を、十万、一万、千の桁の数字を当てるゲーム。7回の内に、はずれたら、兎の耳がピンと立つ。最後に数字を1桁ずつ選んで、はずれた後に、賞品の金額の桁の数字の答えが出て、失格となる。
信号パズルゲーム
賞品の金額を、十万、一万、千の桁の数字を当てるゲーム。点灯した数字を選んで、はずれると点灯した数字が消える。最後は口答で金額を当てる。成功率の低いゲームだった。

### 60秒制限
特別な例外がない限り、60秒以内で成功させる。タイムオーバーならば失格。音楽と共に制限時間内。
レースゲーム
4つの賞品の金額を45秒以内に並べ替えるゲーム。並べ替えた後、その時点での正解数を表示する「判定器」のもとへ走り、「4」が出れば賞品獲得。「0」「1」「2」が出るとやり直し。
ゼッケンゲーム・パート1
賞品の金額の十万、一万、千、百の桁の数字を当てるゲーム。制限時間は45秒。挑戦者が数字の書かれたゼッケンを着け、自分たちが並び替わることで賞品の金額を当てる。ゼッケンは1枚につき2桁の数字が書いてあるものが複数あり、2人で「十万、一万」と「千、百」の桁を担当する。スタート地点から離れたところにある2人の位置の黒い人型に移動し、判定機（1つ）のボタンを押して○が出ると正解で賞品獲得、×が出るとはずれ（片方だけが正解していたり並びが入れ替わっているだけでも×が出る）で並び直しとなる。制限時間0で成功しなければ失格だが、制限時間0と同時に成功したチームがいて、司会の伊東は「ちょっと、心臓に悪いことしないでくれよ!」と体調不良を訴えるようなリアクションをしたこともあった。なお、タイムオーバー・失格の場合、司会の伊東がくやしそうに直すのが恒例であった。
ゼッケンゲーム・パート2
賞品の金額の十万、一万、千、百の桁の数字を当てるゲームで、パート1と似ているが制限時間は60秒。ゼッケンは1枚につき1桁の数字が書いてあるものが1 - 9の9枚あり、4人でそれぞれ十万、一万、千、百の桁を担当する。十万の桁の担当者は赤い鉢巻を着ける。一万の桁の担当者は薄紫の鉢巻を着ける。千の桁の担当者は黄色い鉢巻を着ける。百の桁の担当者は緑の鉢巻を着ける。ゼッケンを着けて並び終わったら、ゼッケン置き場から離れたところにある4人の位置の人型の席に座り、上位の桁から順番に金額をコールしないと判定されない。4人の挑戦者が上位の桁から順番にマイクに近づけて、「○十」、「○万」、「○千」、「○百円」と言うと判定される。判定は各桁ごとに○×で示され（計4つ）、○が出ると当り、×が出るとはずれ。○の桁の担当者はその場に座り残り、×の桁の担当者はゼッケンを交換する。控えの挑戦者と交代も可能。制限時間内に1人だけ×になった場合には、ゼッケンを交換した後、判定が出る前に、司会の伊東が「○はどうだ」と言うことで有名だった。制限時間内に4人とも○が出れば成功で賞品獲得。こちらもタイムオーバー・失格の場合、司会の伊東がくやしそうに直すのがお約束だった。?マークのパネルと人型の席の色は、十万の桁から順番に赤・薄紫・黄色・緑だった。音楽は、パート1と同じものであった。判定機のボタンの代わりはマイクだった。
玉RUNゲーム
スタート地点から離れたところにあるボックスからボールを1個取り出す。ボールは赤・青・黄・緑・白があり、リレー形式で白以外のすべてのボールを1回以上引き当てれば成功。ただし、引いたボールはまたボックスに戻すので、既に引いた色をまた引き、「たまらん」思いをすることもある。制限時間は60秒。成功率の低いゲームだった。
ジャンケンゲーム
賞品の金額の十万、一万、千の桁の数字を当てるゲーム。制限時間は60秒。ただし、言えるのは「ジャンケン小僧」という等身大人形に勝ったときのみ。
ハタ揚げゲーム
賞品の金額の十万、一万、千の桁の数字を当てるゲーム。制限時間は60秒。ただし、言えるのは「旗揚げ小僧」という等身大人形と一緒に挑戦者が同じ色を揚げたときのみ。
リレーゲーム
賞品の金額の十万、一万、千の桁の数字を、バトン替わりにマジックインキを片手に3×3のマス目に書いて当てるゲーム。制限時間は60秒。
デッドヒートゲーム
カーレースをモチーフにしたゲーム。0から100までの目盛りがついたコースがあり、上段が敵の黄色い車、下段が自分の赤い車となっている。スタート地点から離れたところにある得点ボードのうち1枚をめくり、出た数字だけ自分の車を進ませる。ただし、スタート地点に戻ってGOボタンを押さないと進まない。一時停止の道路標識が描かれていた0点扱いのボードもあった。敵の車は1分でゴールし、STOPランプが点灯するので、その前にリレー形式で100点稼いでゴールする。最終判定で失敗することもあった。
このゲームは、賞品や時期によって、動かすものが車に代わって、飛行機（海外旅行が賞品の時に多かった）、上段の敵の黄色い飛行機と下段の自分の赤い飛行機、上段の黄色い飛行機と下段のバス（赤い飛行機の代わり）、上段の黄色い飛行機と下段のエリマキトカゲ（赤い飛行機の代わり）、帆船、機関車、パトカーなどが登場したこともあった。
ミリオンセラーゲーム
「新人歌手大会」の時の特別版として行った。ルールはデッドヒートゲームと同じだが、乗り物が歌手をモチーフにした人形に代わっており、上段の歌手人形が「100」まで到達して100万枚を達成する前に、下段の女の子歌手人形（自分）が「100」に到達して100万枚を達成させるというものだった。男の子の顔の絵が描かれていた0点扱いのボードもあった。男の子の顔の絵を出すと、下段の女の子歌手人形（自分）が進まない。上段の歌手人形は1分でゴールし、STOPランプが点灯するので、その前にリレー形式で100点稼いでゴールする。最終判定で失敗することもあった。
エイティーゲーム
賞品の金額の十万、一万、千の桁を、高い桁から1桁ずつ当てていく。解答台に0 - 9のうち正解と思う数字ブロックを置いていくのだが、解答台とブロック置き場は離れているので、挑戦者たちはその間に並びバケツリレーの要領でブロックを渡していく。タイトル通り、制限時間は80秒。
ハウマッチゲーム
賞品の金額の十万、一万、千の桁の数字を当てるゲーム。制限時間は60秒。特大のマッチ棒でデジタル数字を作り並べ替えていく。不正解の場合ブザーが流れ、投げるように崩していく。
タイトルは毎日放送の情報クイズ番組『世界まるごとHOWマッチ』のもじり。
このゲームはもともと、特別番組『タモリのスター対抗クイズ番組大集合』で行われたゲームで、それをレギュラー放送へ転用したものである。

### その他
危険な崖ゲーム
賞品とは別に用意された3つの商品の金額を当てる。金額を答えて、正解のときはチャイムが鳴る。不正解のときはブザーが鳴らされ、予想金額と正解の誤差だけ登山人形がクラリネット・ポルカをヨーデル風に編曲したBGMと共に崖を登る。誤差の合計が5,000円を超えると登山人形が崖から落ちて失格（初期においては荒野でガイコツが出現していたが、後に湖となり湖水がはねて、登山人形が浮くか沈むパターンになった）。3問終了時に登山人形が崖に残っていれば成功で、背景が朝日に変わり、湖水から花が咲くという仕掛け（末期のみ。初期の成功時の仕掛けは不明）であった。
浦島太郎ゲーム
ルールは危険な崖ゲームと似ている。賞品とは別に用意された3つの商品の金額を当てる。答えた値段が正解の時にはチャイムが鳴る。不正解時にはブザーが鳴り、予想金額と正解の誤差だけ亀に乗った浦島太郎がBGMと共に進む。誤差の合計が5,000円を超えると、亀から浦島太郎が降りて失格。3問終了時に亀に乗った浦島太郎が止まっていれば成功。
パターゴルフゲーム
まず5つの商品を安い順に並び替える。順番通り並べ替えられれば、一番近い距離からゴルフボールをカップ目掛けて打てるが、間違うと、正解のチャイムが流れたラインから打たなければならない。カップに入れば賞品獲得。ハズレたり、カップに届かなければ失敗になる。ピンク・レディー司会時代、未唯mieが、当たり前のような口調で「ちょっとやってみますね」と遠いラインからでも無造作に打って、一発でカップに入れる「お約束」も披露していた。成功率の低いゲームだった。
バスケットゲーム
まず次のクイズの結果に関係なくボールが1個支給され、次に賞品とは別に用意された3つの商品の値段を提示された金額より高いか安いかを答える。1問正解ごとにボールが1個支給される。つまり全問正解なら4回投げられ、全問不正解でも1回は投げられる。最後に指定された場所からボールを投げ、ボールがゴールに1回でも入れば賞品獲得。ボールがゴールに入れなければ失敗になる。成功率の低いゲームだった。
輪投げゲーム
輪が棒に入れば賞品獲得。輪が棒に入れなければ失敗になる。成功率の低いゲームだった。
（ゲーム名不明）
このゲームは登場するキャラクターに応じてその都度タイトルを変えていた。まずバスケットゲームと同様に賞品とは別に用意された3つの商品の値段を提示された金額より高いか安いかを答える。1問正解ごとに人形が1個支給される。なお、こちらは1問も正解できないとその時点で失格となっていた。次に家などの形をした置物が4つ置いてあり、その中に1つだけ別の人形が隠されている。その別の人形がいると思う所に正解の数だけ置物の前に人形を置く（2問正解なら2か所）。最後に人形を置いた所の置物を上げて別の人形が入っていれば賞品獲得となる。
パチンコゲーム・パート1
手動式の巨大パチンコ台が用意され、既定の玉数で賞品の金額の十万、一万、千の桁の数字（計3つ）の役物（チューリップ）すべてに玉が入れば成功となる。役物（チューリップ）のどこかに玉が2つ以上入ると、音楽やブザーが鳴らない。玉が役物に入らず、はずれるとブザーが鳴る。最後の玉が役物に入らなくはずれたり、役物（チューリップ）のどこかに玉が2つ以下入ると玉がなくなると失格となる。
パチンコゲーム・パート2
パート1の類似で、パチンコ台の玉をはじくと9分割されたA - Iのポケットのどこかに入り、3×3のパネルのうち対応したA - Iのパネルが点灯するので、既定の玉数で縦横斜めにパネルを3つ並んだ状態で点灯させれば成功となる（スマートボールのルールに近い）。A - Iのポケットのどこかに玉が2つ以上入るとブザーが鳴る。台には伊東の似顔絵の役物があり、そこに玉が入ると伊東の顔がニコニコとして玉が移動する仕掛けがあった。最後の玉はA - Iのポケットのどこかに入り、縦横斜めにパネルを3つ揃わず、玉がなくなると失格となる。
ヤン坊マー坊ゲーム
ヤンマー単独提供時に展開された。
ラッキーホイールゲーム
0から100までの数字が書かれたルーレットを回転させ、矢印止まったところの数字と、賞品の金額を合わせるゲーム。
小切手ゲーム・パート1
ボタンを押して、賞品の金額を、桃色の小切手ボードが一番下から上へ上がってマークするゲーム。小切手ボード（1つ）は6桁の数字が書いてあるものが複数あったが、マークできるのは3万円圏内だった。最後にボタンを押して、BGMと共に←マークが一番下から上へ上がる判定で有名だった。80万円以上は賞品を獲得できた。矢印マークで賞品の金額を指して当てれば正解で賞品獲得。←マークが一番下から上へ上がり過ぎると失格。司会の伊東が指で小切手ボードの一番左からの数字を指しながら「○○○○○○のぼう」と言うこともあった。なお、賞品獲得失敗の場合、司会の伊東がくやしそうに直すのが恒例であった。小切手ボードの色は桃色。矢印マークの色は黄緑。パート2はザ・ファイナルマッチを参照。
小切手ゲーム・パート3
パート1やパート2と似ており、ルーレットはラッキーホイールゲームと似ている。ルーレットを回転させ、矢印が数字に当たって止まり、賞品の金額を、赤い小切手ボードから黒い小切手ボードに裏返してマークするゲーム。ただし、マークできるのは3万円圏内。最後にパート1と同じBGMと共に↓マークが一番左から右へ動かす判定で有名だった。80万円以上は賞品を獲得できた。矢印マークで賞品の金額を指して当てれば正解で賞品獲得。こちらも賞品獲得失敗の場合、司会の伊東がくやしそうに直していた。矢印マークが移動で動かす際の音楽は、パート1同様。
（ゲーム名不明）
賞品の金額の十万、一万の桁の数字が出て、↑マークの上に1桁の数字が出て、ボールを引くゲーム。
ダイナマイトプライスゲーム
ルールはロシアンルーレットに近い。賞品とは別に用意された3つの商品の金額を当てる。値段を答えて、はずれたら4つの内の風船付きのダイナマイトを撃たなければならない。風船が割れなければゲームが続行されるが、風船が割れてしまうと失格となる。
トンテンゲーム
賞品の金額の一万の桁の数字を当てるゲーム。A - Iの9枚のパネルは、数字（8つ）と泣き泣きブーちゃん（1つ）が隠れている。数字のパネルが8つ開け、賞品獲得となる。泣き泣きブーちゃんのパネルならば失格となる。泣き泣きブーちゃんのパネルが出た後に、賞品の金額の一万の桁の数字の答えが出て、出た数字ならば賞品獲得となる。
好き嫌いゲーム
賞品の金額の一万の桁の数字を当てるゲーム。最初に4種類の野菜の中から『嫌いな野菜』を1つ選択し、野菜（4つ）と数字（1つ）の5つの箱のうち、1つずつ箱を開け、『嫌いな野菜』が出ると失格となる。『正解の数字が書かれたサイコロ』が出れば賞品獲得となる。
偽オバゲーム
AからDまでの1人ずつ選んで握手をすると、偽お化け（2人）と本物の人（2人）のいずれかが出現する。偽お化けが2人出現してしまうと失格となる。本物の人が2人出現すると賞品獲得となる。
オープニングチャンス
番組末期、最初のゲームとして実施。他のゲームと異なり全チームから代表が1名ずつ参加し、提示された商品がある価格から高いか安いかを当てるゲームを複数回行い、間違えたチームはステージから降りる。正解チームが一定数以下になったところで、最後に複数の商品が並んだ中から早い者勝ちで1個を選び、一番高い価格の商品を選んだチームが賞品を獲得。

### ザ・ファイナルマッチ
TPIRにおける「ショーケース」。最終ゲーム後に残った3組（初期においては2組）の対戦形式で行われた。当初のコーナータイトルは「ザ・ビッグホイール 〜ボーナスゲーム〜」。のちに「ザ・ラストチャンス! ファイナルマッチ」を経て、最末期では「ザ・ファイナルマッチ ウルトラチャンス!」となった。この項目では便宜上、「ザ・ファイナルマッチ」の名称を使用する。
ザ・ビッグホイール
TPIRでは「ショーケース・ショーダウン」で行われる巨大ルーレットゲーム。回転時には矢印が棒にあたり、ピッピッと音が鳴る。
ピンク・レディー司会時代には、5から100までの数字が書かれたルーレットを回し、1回目で100が出たら賞金30万円獲得。100が出なかった場合には点数状態によってはその場で止めるか、もう1度回して合計が100になれば賞金15万円獲得。ただし、100点をオーバーすると失格となる。双方とも100が出なかったら、100以内の点数で一番高かった組が点数×1000円の賞金を貰う。
期首特番『4・10月だョ!全員集合』でも行われたことがあり、ピンク・レディー時代には、2番組の代表者が通常と同じルールで行っていた。伊東時代には、出場全番組名（+レポーター）が書かれたルーレットをパートナー（宮崎美子など）と共に回し、当たった番組に「1等賞」「2等賞」「3等賞」がそれぞれ送られた。余談だが、中期以後毎回坂上二郎一人しか来ない（1回だけ藤村俊二も出た）『ぴったし カン・カン』の幅は、「レポーター」の幅よりも猛烈に狭いのが恒例だった。
スーパーホイール
ビッグホイールと違うのは5〜80の5単位で、100の代わりに伊東さんのマークとなっている。
最大2回回転し、数字の合計が70以上100以内、または伊東の似顔絵に止まったら賞品獲得。(伊東さんのマークで成功または数字の合計がぴったり100の場合通常商品に加えボーナス10万円)それ以外（65以下または105以上）は失敗になる。ホイール回転中、観客が「伊東さん」コールで煽るのが恒例だった。
小切手ゲーム・パート2
パート1と似ているが、賞品の金額を、50万から100万の小切手ボードにマークするゲーム。ただし、マークできるのは3万円圏内。司会の伊東が「正解矢印ドン」の掛け声の後に、最後に電子音と共に一番左から↓マークが出てきて右へ動かす判定で有名だった。80万円以上は会場の人が賞品を獲得できた。矢印マークで賞品の金額を指して当てれば正解で賞品獲得。なお、賞品獲得失敗の場合、司会の伊東がくやしそうに直すのがお約束だった。小切手ボードにマークする際の音楽は、パート1同様。50万の小切手ボードの色は黄色。100万の小切手ボードの色は水色。矢印マークの色は赤。
ナンバーボードゲーム
賞品の金額の十万、一万、千の桁の数字を当てるゲーム。左右側にある0 - 9の数字が書いてあり、1桁ずつ選んだ数字のボードが出てくる。数字のボードが上昇し、セット上部まで隠し入ると当り、下へ落ちるとはずれとなる。3つとも数字のボードがセット上部まで隠し入れば成功で賞品獲得。
ナンバーリングゲーム
賞品の金額の十万、一万、千の桁の数字を当てるゲーム。1 - 9の数字のパネルに輪をマークするゲーム。
モンスターハウス
賞品の金額の十万、一万、千の桁の数字を当てるゲーム。0 - 9の数字の書かれた棺桶があり、短剣の箱を開けて、10本の短剣が出てくる。棺桶の剣穴に短剣を刺して棺桶を開くと、「○」（3つ）・「×」（3つ）・「モンスター」（ドラキュラ・フランケンシュタイン・狼男・半魚人、各1つ）のいずれかが出る。モンスターの場合は記号のない生地がなく、棺桶の剣穴に短剣を刺して、棺桶を開いて出現する仕掛けとなっていた（計4つ）。モンスターは引いた時点で失格となり、そのモンスターの人形が手渡される。順番に棺桶を開き、最終的に生き残って、○を全て開けたチームが賞品獲得となる。モンスターを全て開けるとゲームオーバーとなる。棺桶の剣穴は縦。
海賊船ゲーム
賞品の金額の十万、一万、千の桁の数字を当てるゲーム。伊東は骸骨のマスクを被るというコスプレをしていた。モンスターハウスと同じ要領のゲームで、棺桶の代わりに0 - 9の数字の書かれた樽を使用。樽の剣穴に短剣を刺すと、「○」（3つ）・「×」（5つ）・「海賊」（2つ）のいずれかが出る。樽の剣穴に短剣を刺して、1回目の海賊を出すと大砲をイメージした火薬が爆発し、全チームが失格となってしまう。また、2回目の海賊を出すと大砲をイメージした火薬が爆発し、ゲームオーバーで2回誤答したチームも失格になる。やはり最後に○を全て開けたチームが賞品獲得となる。 全組失格後、会場から1組選び、引き続き挑戦できたケースもあった。
ドラキュラゲーム
賞品の金額の十万、一万、千の桁の数字を当てるゲーム。伊東はドラキュラの衣装を着るというコスプレをしていた。開始前に「DRACULAGAME」の文字の扉が開いて、「ドラキュラ物語」なるものが行われていた。ゲームがモンスターハウスのリメイク版だが、ルールは海賊船ゲームに近い。0 - 9の数字の書かれた棺桶があり、棺桶の剣穴に短剣を刺して棺桶を開くと、「○」（3つ）・「×」（5つ）・「ドラキュラ」（2つ）のいずれかが出る。棺桶の中には、緑の生地が張ってあり、通常は○（計3つ）×（計5つ）が書かれているが、ドラキュラの場合は記号がなく、その生地を破って出現する仕掛けとなっていた（計2つ）。1回目のドラキュラが出現すると全チームが失格となってしまう。また、2回目のドラキュラが出現するとゲームオーバーで2回誤答したチームも失格になる。やはり最後に○を全て開けたチームが賞品獲得となる。 こちらも全組失格後、会場に対してのラストチャンスがあり、会場から1組選び、引き続き挑戦できたケースもあった。棺桶の剣穴は横。
海星ゲーム
賞品の金額の十万、一万、千の桁の数字を当てるゲーム。0 - 9の数字の書かれた海星を使う。
お化けゲーム
お化け屋敷と似ているゲーム。賞品の金額の十万、一万、千の桁の数字を当てるゲーム。海星ゲームと同じ要領のゲームでルールは海星ゲームに近い。墓場にお化けが出現。
パニック・ナンバーゼロ
0 - 9の数字が隠されたボールを各組3個ずつ引き、ポイントの積が大きいチームが勝ち。ただし、0を引くと、いくら掛けても0なので失格。しかも0に限って、一度引いてもまたボックスに戻され、他のチームが引く危険もある。なお、ボーナスとして数字が続いた場合には賞金10万円が貰えた。最高ポイント7×8×9=504で無条件で賞品と10万円を獲得した組もいた。
カラーダービー
会場から3組が抽選されるが、先に選ばれた組ほど豪華な賞品になっている。各チームの代表者が順番にボックスからボールを1個ずつ引き、いち早く自分のチームのボールがすべて選ばれると賞品獲得となる。勝利に必要なボール数は青（1組目）が5個、黄（2組目）が4個、赤（3組目）が3個。他に銀のボールが2個あり、1個目は全チームが1個ずつボールを獲得した扱いになるが（この時に限り複数チームが勝利する可能性もあった）、2個目を引いた時点で即ゲーム終了となり、勝者なしとなってしまう。
（ゲーム名不明）
選ばれた3組が、3ステージからなるパネルゲームに挑戦する。勝ち残っているチームが1枚ずつパネルを選び、財宝のパネルならば次のステージに進めるが、骸骨のパネルならば失格となる。第1ステージはA - Dのパネルを開けると、鍵（3つ）・骸骨（1つ）のいずれかが出る。第2ステージはA - Dのパネルを開けると、ダイヤモンド（2つ）・骸骨（2つ）のいずれかが出る。第3ステージはA - Cのパネルを開けると、王冠（1つ）・骸骨（2つ）のいずれかが出る。王冠のパネルを当てられれば賞品獲得となる。
ゴールデンコールゲーム
それぞれ3つのチームで賞品の金額の十万、一万、千の桁の数字を当てるゲーム。1 - 9の数字のパネルを選び、はずれたら、×を付ける。各チームの十万、一万、千の桁が当たれば賞品獲得となる。3チームとも十万、一万、千の桁が当たれば全チームとも賞品獲得となる。
（ゲーム名不明）
数字を答えるチームとゲームに挑戦するチームに分かれて、それぞれ二つのチームで競争するゲーム。その物の答えの値段が分かっていて、万、千、百、十、一の単位の数字がそれぞれ赤、橙、黄、緑、青色（?）の覆いで隠れており、それぞれゲームに挑戦する二つのチームに渡される風船をその前の椅子で割っていく。そうすると、上から一つずつ、隠れているところが、現れてきて、全ての風船を割ると、隠れている数字が全てわかるゲーム。ただ、その途中でその数字が分かり、答えるチームが、早押しボタンを押して数字を答えれば勝ち。不評だったのか、1回で終了した。
（ゲーム名不明）
AからGまでのボックスのもぐらをハンマーで叩くと、花（2つ、または3つ）・宝箱（1つ、または0）・お化け（4つ）のいずれかが出る（花及び宝箱の場合には同時に紙吹雪が、お化けの場合には同時に炭酸ガスの煙が出る）。宝箱ならば賞品獲得となり、お化けならば失格となる。「ナウ ゲッタ チャンス!」の掛け声で、もぐらをハンマーで叩く。
狼と子豚ゲーム
賞品の金額（国内旅行、海外旅行）の十万、一万、千の桁の数字を当てるゲーム。子豚は3匹いて、誤答時には狼が子豚を1匹ずつ踏んで子豚は無くなる。狼が子豚を3匹踏んで、子豚がいなくなったら失格。子豚が残っていれば成功で、背景が朝に変わり賞品獲得となる。

## 備考
- レギュラー開始1週前の1979年4月3日に放送された『4月だョ!全員集合』で、『カレー屋ケンちゃん』のケンちゃん一家（ケンイチ役の岡浩也、チャコ役の斎藤ゆかり、ケンジ役の野崎秀吾、パパ役の高津住男、ママ役の岸久美子の5名）が当番組宣伝のために現れると「ぬきとりゲーム」に挑戦、モンチッチ人形セットを獲得した。
- 「ザ・ファイナルマッチ」を行わずに4回目のゲームへ移っていた時期があり、その際の4番目のゲストは必ずせんだみつおだった。頻繁に出演するため、伊東が「また、嫌な予感がしますが…」と発言したことがある。
- 1984年1月2日には、ザ・ドリフターズのみをゲストに招いて、史上唯一の正月特番『ドリフが挑戦・お年玉だョ!ウルトラチャンス』を18時30分 - 19時54分の拡大版で放送した。同日の同局では9時00分 - 11時24分に、1980年から放送されていた恒例特番『超豪華!番組対抗かくし芸』[注 6]（最終放送）が放送されたが、この中のワンコーナー[注 7]で『ザ・チャンス!』を放送したため、一日に2回も『ザ・チャンス!』を見る事が出来た。

## スタッフ
- 構成：田村隆、吉田修平、柊達雄、橋田正明
- 音楽：たかしまあきひこ
- 技術：田名部誠一、佐藤一郎
- T・D：山田茂、田中浩
- カラー調整：高橋紀男
- 映像：椙浦昌明
- 音声：内藤道雄
- 照明：小島久明
- 美術デザイン：根本真一
- 美術制作：小泉好文、宮崎保城
- 音響：小作正明
- ディレクター：深尾隆一、高柳等、山田護、木崎武重、石川滋
- プロデューサー：古谷昭綱、平山賢一 → 保坂奉正、峰岸進
- 制作：居作昌果